# Nint
De functie nint (Eng. nearest integer) is de functie die aan het reële getal {\displaystyle x} het dichtstbij liggende gehele getal  toevoegt. Het is een van de wiskundige functies waarmee een reëel getal op een specifieke wijze wordt afgerond op een geheel getal. In plaats van {\displaystyle \operatorname {nint} (x)} schrijft men ook {\displaystyle [x]}, wat enige verwarring geeft met de entierfunctie.

## Definitie
De functie nint is als volgt gedefinieerd. 
Als {\displaystyle k\in \mathbb {Z} } en
{\displaystyle k-{\tfrac {1}{2}}<x<k+{\tfrac {1}{2}}}
dan is
{\displaystyle \operatorname {nint} (x)=k}
(Het gehele getal {\displaystyle k} ligt het dichtstbij {\displaystyle x}.)
Is
{\displaystyle x=k+{\tfrac {1}{2}}}
({\displaystyle x} ligt midden tussen {\displaystyle k} en {\displaystyle k+1})
dan is
{\displaystyle \operatorname {nint} (x)={\begin{cases}k&{\text{als }}k{\text{ even is}}\\k+1&{\text{als }}k{\text{ oneven is}}\end{cases}}}
(Het dichtstbij zijnde even getal.)
Het bovenstaande houdt dus in dat de functie nint een getal met cijfers achter de komma afrondt op het dichtstbij liggende gehele getal. Als het getal met cijfers achter de komma precies tussen twee gehele getallen in ligt, wordt afgerond naar het dichtstbij liggende even getal.

## Voorbeelden
{\displaystyle [1]=1}
{\displaystyle [1{,}25]=1}
{\displaystyle [1{,}50]=2}
{\displaystyle [1{,}75]=2}
{\displaystyle [2]=2}
{\displaystyle [2{,}25]=2}
{\displaystyle [2{,}50]=2}
{\displaystyle [2{,}75]=3}
{\displaystyle [3{,}50]=4}

## Relaties met andere afrondingsfuncties
De functie nint staat in nauwe relatie tot de functies ceiling ({\displaystyle \lceil \cdot \rceil }) en floor ({\displaystyle \lfloor \cdot \rfloor }).
Voor {\displaystyle x\in \mathbb {Z} } is 
{\displaystyle \operatorname {nint} (x)=\lceil x\rceil =\lfloor x\rfloor }
Voor {\displaystyle x\notin \mathbb {Z} } en {\displaystyle x+{\tfrac {1}{2}}\notin \mathbb {Z} } is 
{\displaystyle \operatorname {nint} (x)=\lceil x-{\tfrac {1}{2}}\rceil =\lfloor x+{\tfrac {1}{2}}\rfloor }